# Гонсалес, Джерри
Дже́рри Гонса́лес (англ. Jerry Gonzalez, 5 июня 1949, Бронкс, Нью-Йорк, США — 1 октября 2018, Мадрид) — американский джазовый трубач, перкуссионист, композитор и аранжировщик, известен своим участием в джазовом ансамбле Fort Apache Band, а также сотрудничеством с многочисленными джазовыми музыкантами, в их числе Энрике Моренте, Пако Де Лусия, Диззи Гиллеспи, Джордж Бенсон, Чарли Палмьери, Тито Пуэнте, Джако Пасториус и другие.

## Биография

### Детство и юность
Джерри Гонсалес родился 5 июня 1949 года недалеко от Манхэттена, Нью-Йорк, в 4 года переселился с родителями в Бронкс. Рос в музыкальной семье: отец Джерри Гонсалес-старший в 1950-х пел в различных местных группах, исполнявших латиноамериканскую музыку, а дядя играл на гитаре. С детства Джерри впитал афро-кубинские и джазовые ритмы и интонации, уже в школе начал играть на трубе, а позже на ударных инструментах. Источником музыкального вдохновения Гонсалеса служили такие легендарные джазовые музыканты, как Монго Сантамария, Тито Пуэнте, Майлс Дейвис и Эдди Палмьери. Окончил нью-йоркскую Высшую школу музыки и искусства и нью-йоркский Музыкальный колледж. В 1970 году Гонсалеса поддержал легендарный Диззи Гиллеспи, пригласив молодого музыканта к себе в биг-бэнд в качестве перкуссиониста и трубача. Позднее Гонсалес некоторое время играл в группе Эдди Палмьери El Son и ансамбле Мэнни Оквендо Conjunto Libre.

### Jerry Gonzalez and the Fort Apache Band

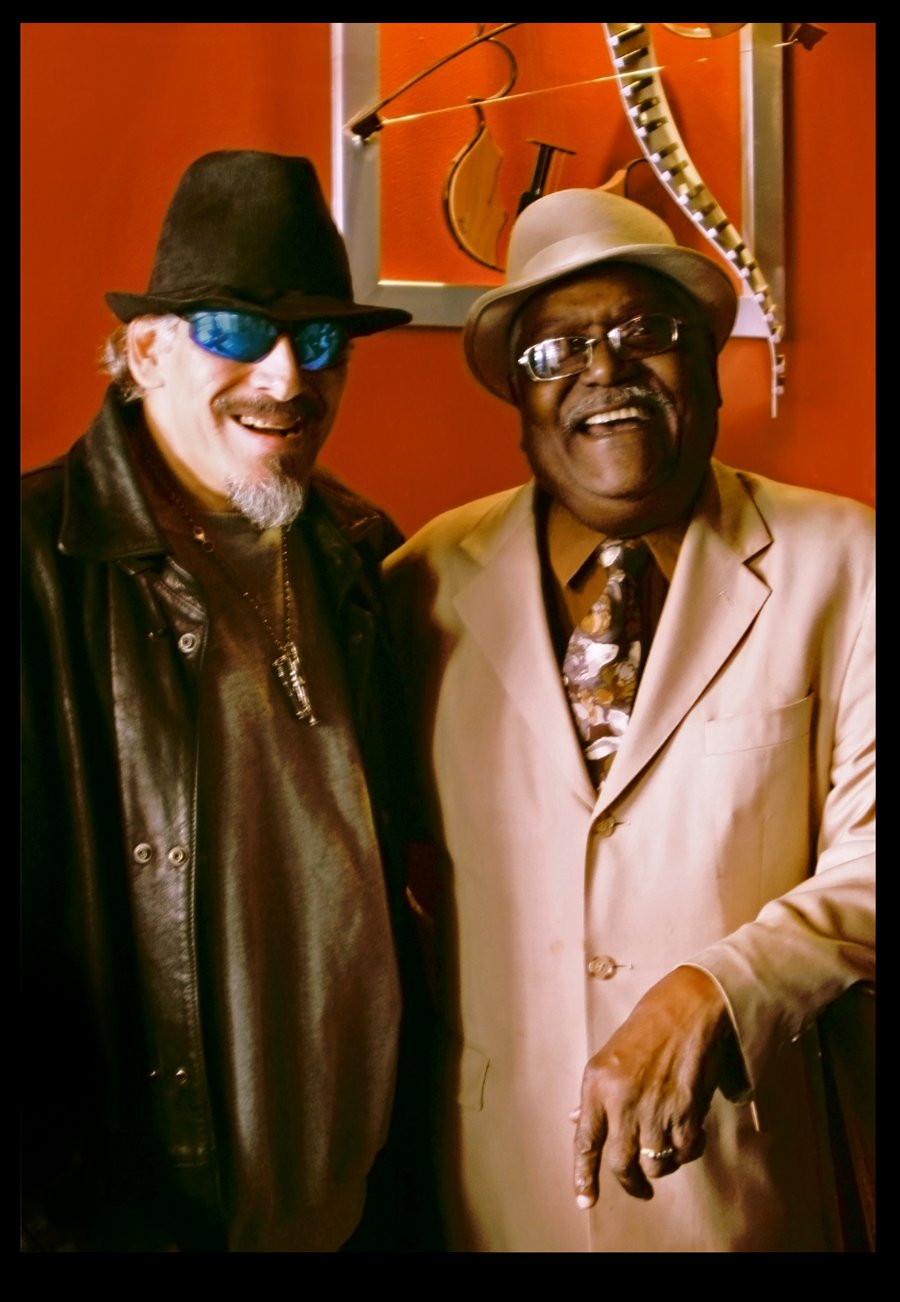
Джерри Гонсалес и Альфредо «Chocolate» Арментерос

Талант Джерри вскоре позволил ему сформировать собственную группу, название которой также послужило именем первой пластинке Гонсалеса — Ya Yo Me Cure. Однако подлинный успех пришёл к музыканту в составе Jerry Gonzalez and the Fort Apache Band, куда помимо Кенни Киркланда, Сонни Форчуна, Никки Маррера, Анхеля «Папо» Васкеса, Джорджа Далто и Милтона Кардоны входил брат Гонсалеса контрабасист Энди. Первые три альбома Jerry Gonzalez and the Fort Apache Band были записаны во время живых выступлений на европейских джазовых фестивалях — The River is Deep (1982) в Берлине, Obatala (1988) в Цюрихе и Rumba Para Monk (1989), который получил одобрение Французской Академии джаза и награду «Лучшая джазовая запись года».
Последующие пластинки группы также приносили успех, записи Crossroads (1994) и Pensativo (1995), в частности, были номинированы на премию «Грэмми». Тогда же коллектив Джерри Гонсалеса стал лучшей группой года по версии журнала Down Beat в двух категориях: голосовании музыкальных критиков и выборе читателей журнала, в 1999 году группа во второй раз получила аналогичное звание.
С конца 1990-х группа записывала трибьюты и кавер-версии, в том числе интерпретации композиций Телониуса Монка («Let’s Call This» и «Ugly Beauty» вошли в альбом Fire Dance) и Арта Блэйки (трибьют Rumba Buhaina).

### Сольное творчество и сайд-проекты
Будучи бэнд-лидером одной группы Гонсалес принимал участие и в других проектах: играл в ансамбле Тито Пуэнте (1984—1999), группе Маккоя Тайнера (1984—1990) и группе Джако Пасториуса (1984—1987).
В 2000 году Джерри Гонсалес снялся в документальном фильме «Калле 54» о развитии латиноамериканского джаза режиссёра Фернандо Труэба. Приехав на несколько дней в Мадрид в рамках тура, сопровождавшегося съёмками фильма, Гонсалес решил окончательно обосноваться в Испании. Он начал увлекаться стилем фламенко, сочетая испанские ритмы и джаз в своей музыке. В интервью The Detroit News он объяснял, что «говорит на двух языках — испанском и английском, поэтому может играть как блюз, так и румбу».
В 2004 году он собрал команду испанских музыкантов Los Piratas Del Flamenco, куда входили гитарист Нино Хосель, перкуссионист Израэль Суарес и вокалист Диего Эль Сигала. В записях новой группы отсутствовали басовые или фортепьянные партии, что создавало совершенно новый и непохожий на всё предыдущее творчество Гонсалеса звук, это был облегчённый фьюжн — смесь джаза и фламенко. Первый альбом Los Piratas Del Flamenco был номинирован на «Грэмми» в категории «Лучшая пластинка в стиле латино-джаз».
В 2010 году Гонсалес вошёл в список 100 жителей Мадрида, получивших «Латинскую премию года».

## Дискография

### Студийные альбомы
- Ya Yo Me Cure (American Clave/Sunnyside, 1979)
- The River Is Deep (Enja, 1982)
- Rumba para Monk (Sunnyside, 1988)
- Obatalá (Enja, 1988)
- Earthdance (Sunnyside, 1990)
- Moliendo Café (Sunnyside, 1991)
- Crossroads (Fantasy, 1994)
- Pensativo (Fantasy, 1995)
- Impressions (Fantasy, 1995)
- Fire Dance (Fantasy, 1996)
- Jerry Gonzalez & the Fort Apache Band Live (1996)
- Calle 54 (Calle54, 2000)
- Jerry Gonzalez & Federico Lechner: A primera vista (2002)
- Jerry Gonzalez & Los Piratas del Flamenco (Lola Records/Sunnyside, 2004)
- Rumba Buhaina (Sunnyside, 2005)
- Music for a Big Band (Youkali/Universal, 2006)
- Avísale a mi contrario que aquí estoy yo (Cigala Music/Warner, 2010)
- Jerry González y el Comando de la Clave (Sunnyside, 2011)

### В качестве приглашённого музыканта
- The Other Side of Abbey Road с Джорджем Бенсоном (A&M/CTI, 1969)
- Commit to Memory с Бобби Паунетто (Pathfinder/Tonga, 1970)
- Portrait of Jenny с Диззи Гиллеспи (Perception, 1970)
- Communications Network с Клиффордом Торнтоном (Third World, 1972)
- Island Episode с Хьюстоном Персоном (Prestige, 1973)
- Sentido с Эдди Палмьери (1973)
- Gardens of Harlemс Клиффордом Торнтоном (JCOA, 1974)
- Unfinished Masterpiece с Эдди Палмьери (Coco/MPL, 1974)
- Paunetto’s Point с Бобби Паунетто (Pathfinder/Toga, 1974)
- Impulsos с Чарли Палмьери (Coco/MPL, 1975)
- Commit to Memory с Бобби Паунетто (Pathfinder/Toga, 1976)
- Blowin с Пакито де Ривера (Columbia, 1981)
- Totico y sus rumberos с Totico (Montuno, 1981)
- Coup de tête с Кипом Ханраханом (American Clavé, 1981)
- Looking out с Маккоем Тайнером (Columbia, 1982)
- Desire Develops an Edge с Кипом Ханраханом (American Clavé, 1981)
- On Broadway с Тито Пуэнте (Concord Picante, 1982)
- Talking to the sun с Эбби Линкольн (Enja, 1983)
- Isotope с Кирком Лайтси (Criss Cross, 1983)
- Jaco Pastorius live in New York Vol. I & III с Джако Пасториусом (Big World, 1985)
- Masterpiece с Карлосом Вальдесом (Messidor, 1984)
- Saludos a los rumberos с Марти Виргилио (Caimán,1984)
- Punk Jazz с Джако Пасториусом (Big World, 1986)
- Movies с Франко Амброзетти (Enja, 1986)
- El camino с Хилтоном Руизом (RCA/BMG/Novus, 1987)
- Viewpoints on Vibrations со Стивом Турре (Stash, 1987)
- Obeah с Санти Дебриано (Free Lance, 1987)
- Days and nights of blue luck inverted с Кипом Ханраханом (American Clavé, 1987)
- Fire and Ice со Стивом Турре (Stash, 1988)
- The Performer с Кенни Вэнсом (Rockaway/Gold Castle, 1988)
- Heavy Blue с Ларри Уиллисом (Steeplechase, 1989)
- Everything is changed с Кирком Лайтси (Sunnyside, 1989)
- The Turning Point с Маккоем Тайнером (Birdology, 1991)
- The proper angle с Чарльзом Фамбро (CTI, 1991)
- Kenny Kirkland с Кенни Киркландом (GRP, 1991)
- Music for six musicians с Доном Байроном (1992)
- Tropic Heat с Дэйвом Валентином (GRP, 1993)
- Acoustic Masters II с Бобби Хатчерсоном (Atlancic, 1993)
- Journey с Маккоем Тайнером (Birdology, 1993)
- Heroes с Хилтоном Руизом (Telarc, 1993)
- Sketches of Dreams с Дэвидом Санчесом (Columbia, 1994)
- A Better Understanding с Сонни Форчуном (Blue Note, 1994)
- Impressions с Afro Blue Band (1995)
- Pure Emotion с Чико О’Фарриллом (Milestone, 1995)
- Time Shifter с Джованни Идальго (Tropijazz, 1996)
- Footprints с Бобби Матосом (Cubop, 1996)
- You and I с Эбби Линкольн (Jazzfest, 1997)
- Blood Lines с Артуром О’Фаррилом (Milestone, 1999)
- Hijos de tambó с Batacumbele (Batá, 1999)
- Tribute to Chombo с Rumbajazz (Sunnyside, 1999)
- Over the years с Эбби Линкольн (Verve, 2000)
- Corren tiempos de alegría с Диего Эль Сигала (2001)
- Tinta Roja c Андресом Каламаро (2001)
- Mucho Corazón с Мартирио (2001)
- Pequeño Reloj с Энрико Моренте (Virgin/Emi, 2003)
- Cositas Buenas с Пако Де Лусией (2004)
- Picasso en mis ojos с Диего Эль Сигала (2005)
- Paz с Нино Хосель (2006)
- La tierra del Agua с Хавьером Лимоном (2007)
- Son de Limón с Хавьером Лимоном (2008)
- Obras Incompletas c Андресом Каламаро (2009)
- On the Rock c Андресом Каламаро (2010)
- Apetecible с Аленом Пересом (2010)